# Krasíkovice
Krasíkovice är en ort i Tjeckien.   Den ligger i regionen Vysočina, i den centrala delen av landet, 90 km sydost om huvudstaden Prag. Krasíkovice ligger 500 meter över havet och antalet invånare är 112.
Terrängen runt Krasíkovice är lite kuperad. Runt Krasíkovice är det ganska tätbefolkat, med 62 invånare per kvadratkilometer. Närmaste större samhälle är Pelhřimov, 3,4 km söder om Krasíkovice. Omgivningarna runt Krasíkovice är en mosaik av jordbruksmark och naturlig växtlighet.